# Diocesi di Spira

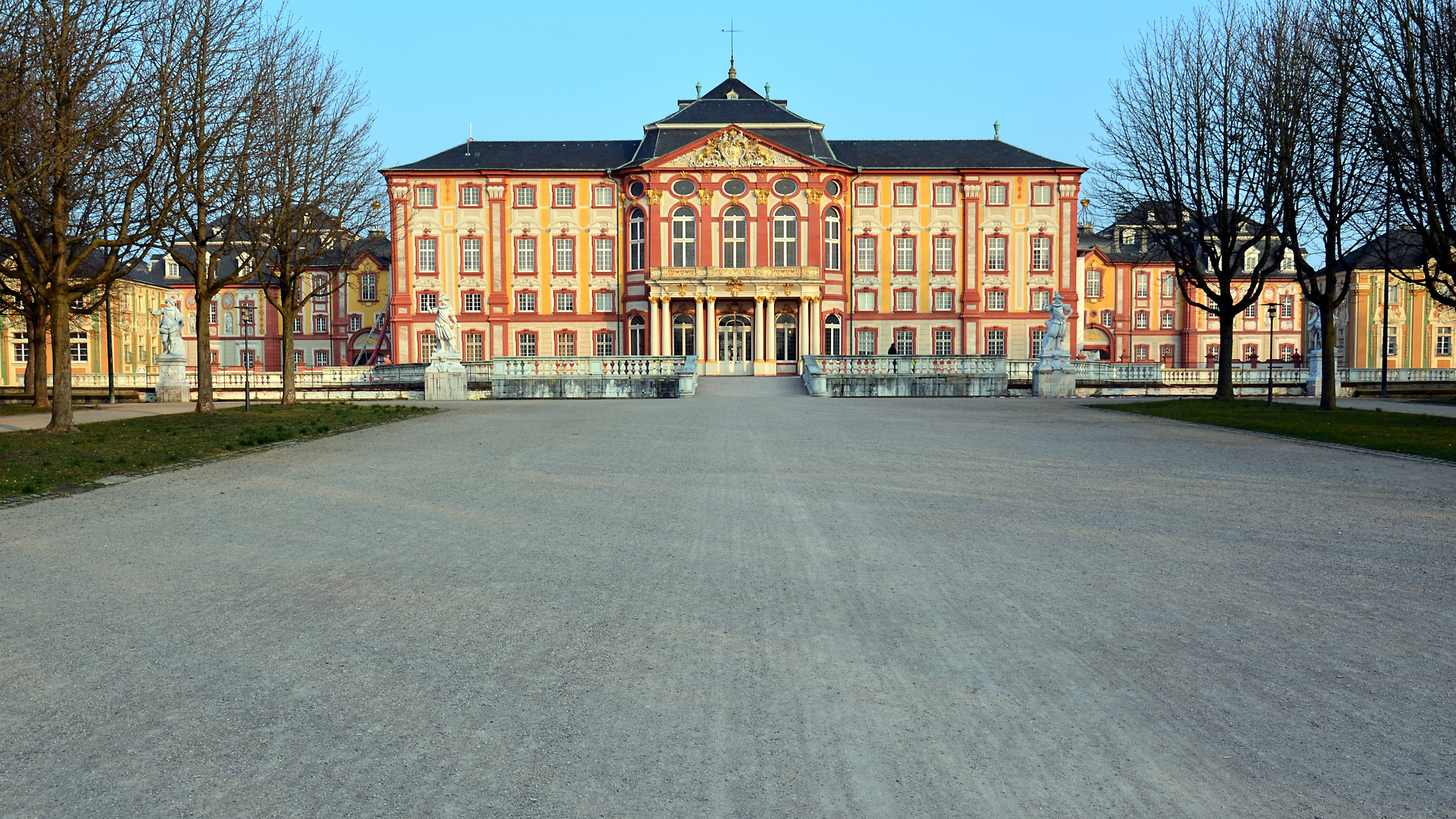
La residenza dei principi-vescovi di Spira a Bruchsal, nello stato del Baden-Württemberg, fatto costruire dal vescovo Hugo Damian von Schönborn-Buchheim a partire dal 1720.

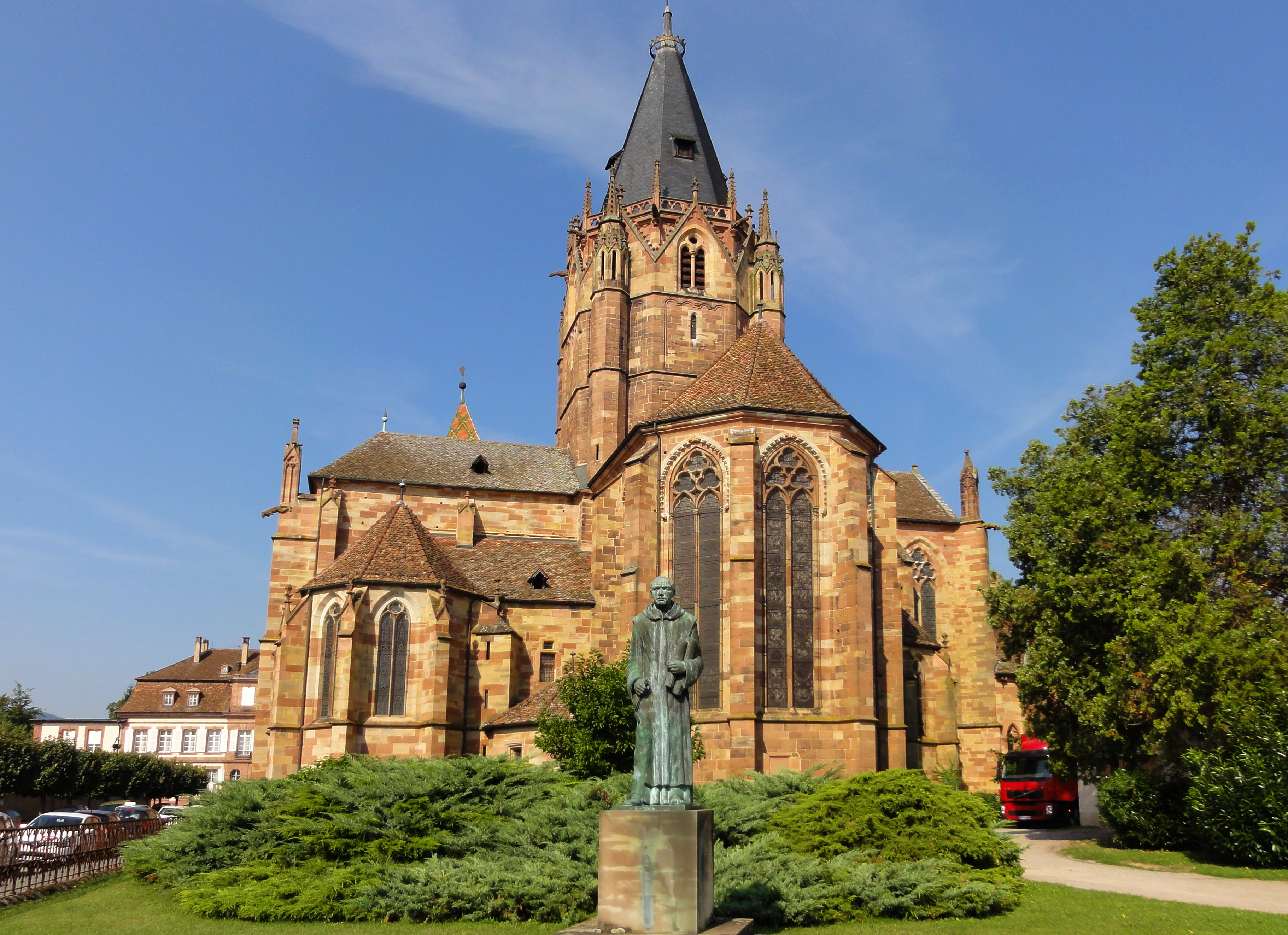
La chiesa dell'antica abbazia di Wissembourg, fondata nel VII secolo dal vescovo di Spira Dragobodo, oggi si trova in Alsazia, nel territorio dell'arcidiocesi di Strasburgo.

Mappa del principato vescovile di Spira nel 1735.

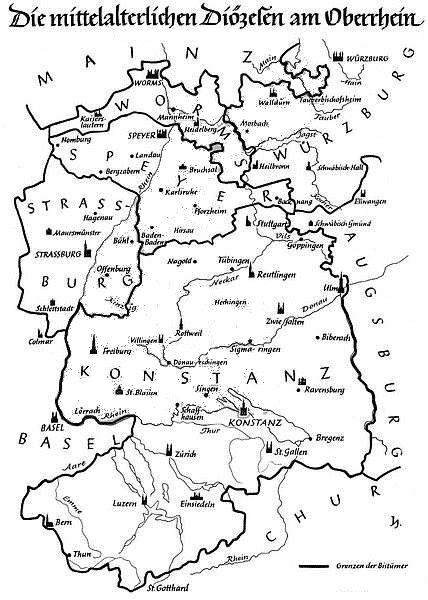
Mappa medievale della diocesi di Spira e di quelle confinanti.

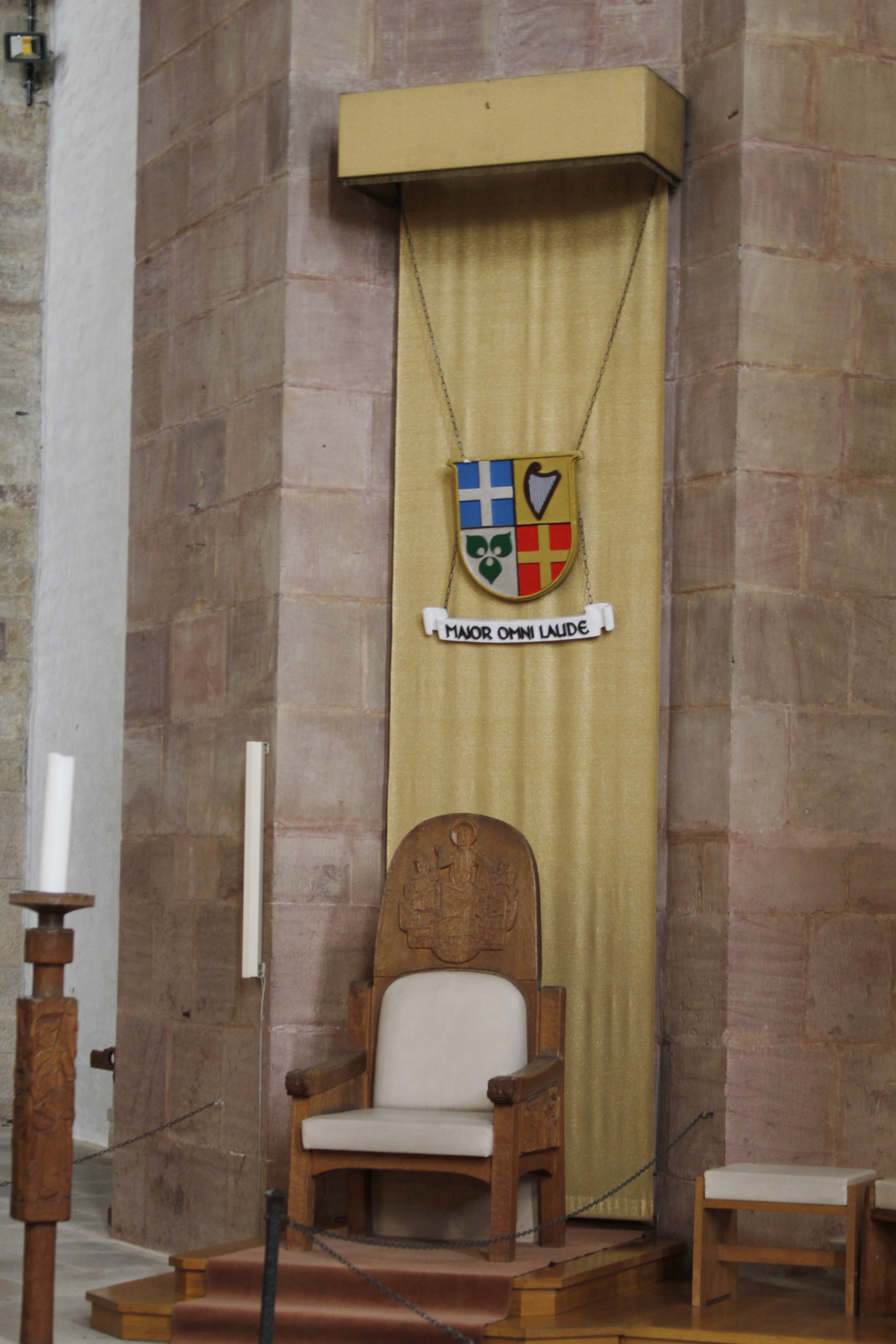
La cattedra episcopale

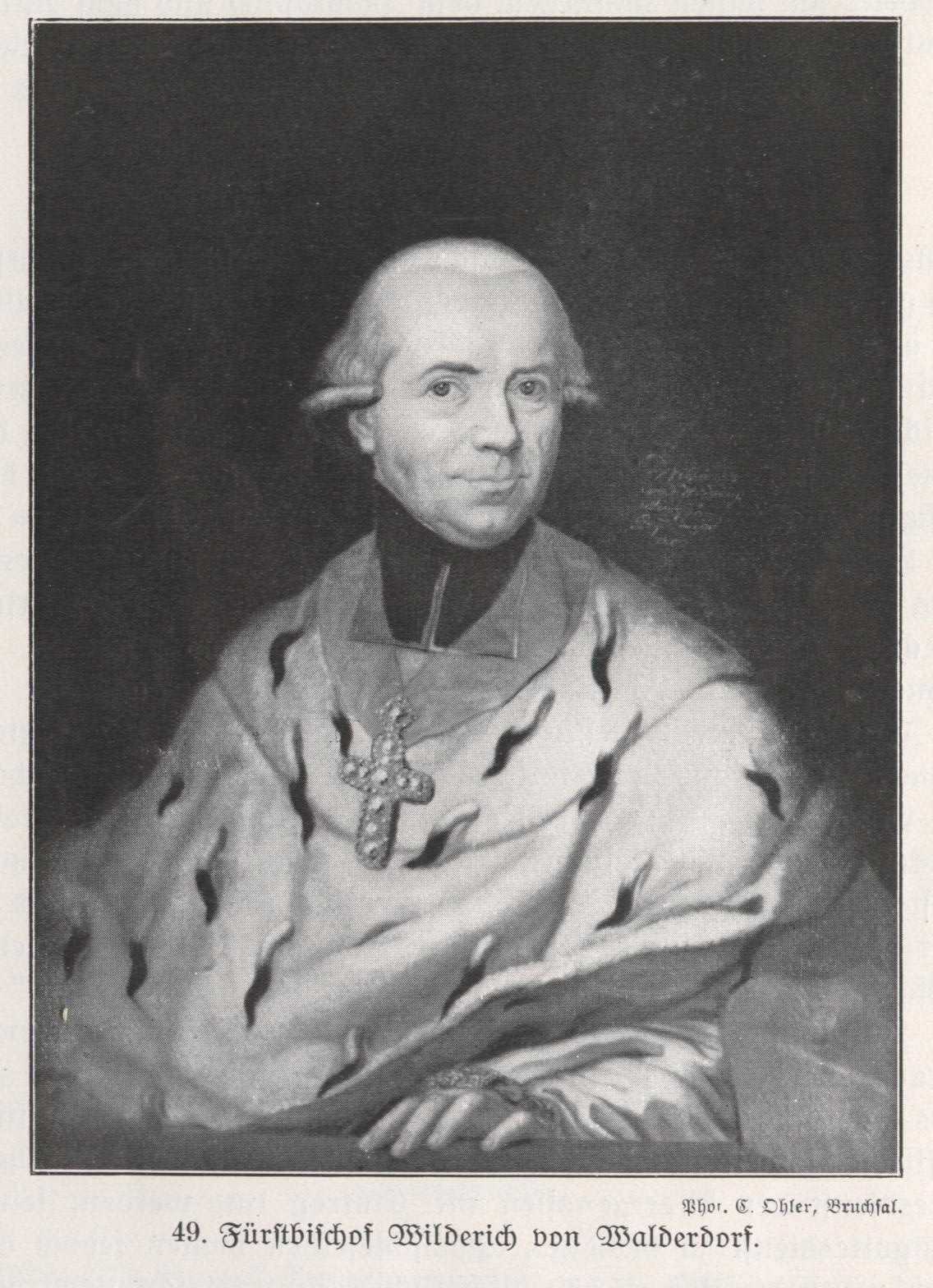
Philipp Franz Wilderich Nepomuk von Walderdorf, ultimo principe-vescovo di Spira (1797-1810).

La diocesi di Spira (in latino Dioecesis Spirensis) è una sede della Chiesa cattolica in Germania suffraganea dell'arcidiocesi di Bamberga. Nel 2022 contava 508.700 battezzati su 1.574.330 abitanti. È retta dal vescovo Karl-Heinz Wiesemann.

## Territorio
La diocesi comprende parte della Renania-Palatinato e della Saarland e il suo territorio corrisponde alla storica regione del Palatinato, che fino al 1918 faceva parte del regno di Baviera.
Sede vescovile è la città di Spira, dove si trova la cattedrale di Santa Maria Assunta.
Il territorio si estende su 6.210 km² ed è suddiviso in 346 parrocchie, raggruppate in 10 decanati: Dürkheim, Donnersberg, Germersheim, Kaiserslautern, Kusel, Landau, Ludwigshafen, Pirmasens, Saarpfalz e Spira.

## Storia

### Le origini
Spira, corrispondente alla Noviomagus dei Galli, chiamata civitas Nemetum o Augusta Nemetum dai Romani, faceva parte, secondo la Notitia Galliarum dell'inizio del V secolo, della provincia romana della Germania prima.
La diocesi di Spira fu eretta attorno al III o al IV secolo. Negli atti dello pseudo concilio di Colonia del 346 figura il nome di Iessis Nemetum. Tuttavia il nome di questo vescovo rimane isolato nella primitiva storia della diocesi. Infatti la città e la regione subirono nel V secolo le devastazioni dei Vandali e degli Unni. Le fonti riferiscono di un nuovo vescovo di Spira solo nel VII secolo, dopo la conquista franca: è Ilderico, che prese parte al concilio di Parigi del 614 (Ex civitate Spira Hildericus episcopus).
Con l'affermarsi dell'organizzazione ecclesiastica, Spira entrò a far parte della provincia ecclesiastica dell'arcidiocesi di Magonza, rispecchiando l'antica suddivisione amministrativa romana, che prevedeva che facessero parte della medesima provincia anche le diocesi di Worms e di Strasburgo. Questa struttura organizzativa ecclesiastica rimase invariata, malgrado tutti i cambiamenti politici della regione, fino alla rivoluzione francese.
A partire dall'epoca merovingia e poi quella carolingia furono definiti i confini della diocesi con l'occupazione di territori sulla riva destra del Reno. Confinava a nord con la diocesi di Worms; ad est con quelle di Würzburg e di Augusta, a sud con le diocesi di Costanza e di Strasburgo, ad ovest con quella di Metz.

### Il principato ecclesiastico
A partire dal VII secolo, quando al vescovo fu concesso il potere temporale sui territori e domini attorno alla città di Speyergau, inizia a costruirsi il principato vescovile di Spira. Tra il X e l'XI secolo il vescovato ricevette ulteriori donazioni da parte dell'imperatore Ottone I, con il quale si definisce lo status di immediatezza imperiale dei territori dipendenti dall'autorità temporale del vescovo.
Nel 1030 venne completata la cattedrale di Spira, consacrata nel 1061. In questa chiesa si svolgevano le cerimonie di incoronazione degli imperatori del Sacro Romano Impero, alcuni dei quali vi furono sepolti. Nel 1086 l'imperatore Enrico IV cedette al vescovato la rimanente parte della contea di Speyergau.
Dal 1111 la cittadinanza di Spira incominciò a crescere notevolmente. Nel 1230 viene menzionato per la prima volta un Bürgermeister (sindaco) che governava la città per conto del vescovo. Nel 1294 Spira divenne una città libera dell'Impero. I vescovi spostarono nel 1371 la propria residenza a Udenheim. Quando nel 1529 Spira si convertì al protestantesimo i vescovi divennero persone non gradite in città. Il palazzo vescovile, all'inizio del XVII secolo venne ampliato da Philipp Christoph von Sötern, divenendo la fortezza di Philippsburg. Questa fu la residenza dei principi-vescovi dal 1371 al 1723. Successivamente la residenza fu trasferita a Bruchsal.
Il principato vescovile comprendeva i seguenti baliati:
- sulla riva sinistra del Reno: Kirrweiler, Deidesheim, Marientraut, Wissembourg (prevostato), Lauterbourg, Magdenbourg e Dahn;
- sulla riva destra del Reno: Bruchsal, Kislau, Grömbach, Rothenburg, Philippsbourg e Gerspach.

Il principato vescovile ebbe termine a seguito della rivoluzione francese. Già nel 1697, al termine della guerra della Grande Alleanza, parte del territorio del vescovato venne ceduto alla Francia. Dopo il 1790 le truppe francesi occuparono i territori sulla riva sinistra del Reno, che vennero incorporati alla Francia. I territori sulla riva destra invece furono secolarizzati a seguito del Reichsdeputationshauptschluss del 1803 ed incorporati nel granducato di Baden.

### La nuova diocesi
Anche la diocesi subì sostanziali modifiche a causa della rivoluzione francese, che aveva portato la circoscrizione ecclesiastica a trovarsi divisa su due diversi Stati (Francia e Impero).
La parte della diocesi sulla riva sinistra del Reno, compresa la città episcopale, entrò a far parte della nuova diocesi di Magonza, istituita il 29 novembre 1801 con la bolla Qui Christi Domini di papa Pio VII, e corrispondente al dipartimento francese di Mont-Tonnerre.
Il vescovo Philipp Franz Wilderich Nepomuk von Walderdorf fuggì nei territori diocesani sulla riva destra del Reno, che continuò a governare fino alla sua morte nel 1810.
Dopo il congresso di Vienna ed altri trattati successivi (tra il 1814 ed il 1816), la maggior parte dell'antico dipartimento di Mont-Tonnerre, divenne parte del nuovo regno di Baviera con il nome di Rheinkreis, benché non contiguo con il resto del regno. Il 24 ottobre 1817 fu stipulato un concordato fra la Santa Sede e il governo bavarese, a seguito del quale fu emanata il 1º aprile successivo la bolla Dei ac Domini, con la quale Pio VII eresse la nuova diocesi di Spira, con territorio corrispondente a questa sezione occidentale del regno bavarese, rendendola suffraganea dell'arcidiocesi di Bamberga.
La nuova diocesi includeva 165 parrocchie e si trovava tutta sulla riva sinistra del Reno; comprendeva, oltre a quei territori che già le appartenevano prima del 1790, porzioni di territorio che nell'ancien régime erano appartenute alle diocesi di Magonza, Metz e Worms; tuttavia alcune parrocchie erano state cedute alla diocesi di Strasburgo. Invece quella parte dell'antico territorio diocesano sulla riva destra del Reno fu incorporata nelle nuove diocesi di Friburgo e di Rottenburg.
Al termine della seconda guerra mondiale 120 chiese erano danneggiate o in macerie; questo impegnò la diocesi fino agli anni cinquanta nella ricostruzione degli edifici di culto.

## Cronotassi dei vescovi
Il più antico catalogo episcopale di Spira risale alla seconda metà dell'XI secolo. La lista è corretta solo a partire da Fraido, all'epoca di Carlo Magno. La sezione precedente del catalogo è invece incompleta, mancandovi nomi di vescovi storicamente documentati; in disordine, con alcuni nomi di vescovi che si presentano con un ordine diverso da quello storico; vi sono infine nomi di vescovi, documentati solo dal catalogo, ma difficilmente collocabile storicamente.
Nella seguente cronotassi, si omettono i periodi di sede vacante non superiori ai 2 anni o non storicamente accertati.
- Jesse † (menzionato nel 346)
- Ilderico † (menzionato nel 614)
- Anatario †
- Principio † (all'epoca di Sigeberto III)
- Dragobodo † (prima del 675 - dopo il 700)
- Taito †
- Davide †
- Sigvino †
- Attone †
- Liudo † (menzionato nel 737 circa)
- Davide † (prima di maggio 744 - dopo maggio 752)
- Basino † (prima di agosto 762 - dopo il 780)
- Fraido † (menzionato nel 782)
- Benedetto † (menzionato nell'829)
- Ettino †
- Gebardo I † (prima dell'847 - dopo l'877)
- Goddank † (prima dell'888 - dopo l'895)
- Einardo o Eginardo † (? - 29 giugno 913 deceduto)
- Bernardo †
- Amalrico † (prima del 940 - 7 maggio 943 deceduto)
- Reginardo † (prima di marzo 946 - 13 ottobre 950 deceduto)
- Goffredo † (951 - 16 maggio 960 deceduto)
- Otgaro † (960 - 13 agosto 970 deceduto)
- Balderico † (970 - 15 aprile 987 deceduto)
- Rupert † (prima di luglio 989 - 10 luglio 1004 deceduto)
- Walter † (prima dell'8 agosto 1004 - 3 dicembre 1031 deceduto)
- Reginger † (prima del 20 febbraio 1032 - 20 gennaio 1033 deceduto)
- Reginbald von Dillingen † (1033 - 13 ottobre 1039 deceduto)
- Sigbodo † (1039 - 16 febbraio 1051 deceduto)
- Arnold von Falkenberg † (1051 - 17 marzo 1056 deceduto)
- Konrad I † (6 maggio 1056 consacrato - 5 ottobre 1060 deceduto)
- Einhard von Katzenellenbogen † (1060 - 23 febbraio 1067 deceduto)
- Heinrich von Scharfenberg † (1067 - 18 gennaio 1073 deceduto)
- Rüdiger Hutzmann (Hußmann?) † (1073 - 22 febbraio 1090 deceduto)
- Giovanni di Kraichgau † (7 marzo 1090 - 26 ottobre 1104 deceduto)
- Gebhard von Urach † (1º novembre 1105 - 1107 dimesso)
- Bruno von Saarbrücken † (prima del 25 maggio 1107 - 19 ottobre 1123 deceduto)
- Arnold von Leiningen † (prima del 30 maggio 1124 - 2 ottobre 1126 deceduto)
- Siegfried von Wolfsölden † (prima di maggio 1127 - 23 agosto 1146 deceduto)
- Günther von Henneberg † (1146 - 16 agosto 1161 deceduto)
- Ulrich von Dürrmenz † (circa 1161 - 26 dicembre 1163 deceduto)
- Gottfried † (1164 - 28 gennaio 1167 deceduto)
- Rabodo von Lobdaburg † (1167 - 1176 deceduto)
- Konrad II † (1176 - 26 febbraio 1178 deceduto)
- Ulrich von Rechberg † (31 ottobre 1178 - 28 giugno 1187 deceduto)
- Otto von Henneberg † (prima del 23 marzo 1188 - 3 marzo 1200 deceduto)
- Corrado III di Scharfenberg † (1200 - 24 marzo 1224 deceduto)
- Beringer von Entringen † (27 marzo 1224 - 29 novembre 1232 deceduto)
- Konrad von Tann † (10 febbraio 1233 - 24 dicembre 1236 deceduto)
- Konrad von Eberstein † (21 gennaio 1237 - 25 giugno 1245 deceduto)
- Heinrich von Leiningen † (27 ottobre 1245 - 26 febbraio 1272 deceduto)
- Friedrich von Bolanden † (4 marzo 1272 - 28 gennaio 1302 deceduto)
- Sigibodo von Lichtenberg † (8 luglio 1303 - 12 gennaio 1314 deceduto)
- Emich von Leiningen † (giugno 1314 - 20 aprile 1328 deceduto)
- Berthold von Bucheck, O.T. † (7 maggio 1328 - 28 novembre 1328 nominato vescovo di Strasburgo)
- Walram von Veldenz † (9 maggio 1329 - 28 agosto 1336 deceduto)
- Gerhard von Ehrenberg † (14 giugno 1350[5] - 28 dicembre 1363 deceduto)
- Lamprecht von Born (Brunn ?) † (14 febbraio 1364 - 28 aprile 1371 nominato vescovo di Strasburgo)
- Adolf von Nassau † (28 aprile 1371 - 28 aprile 1381 nominato vescovo di Magonza)
- Nikolaus von Wiesbaden † (2 novembre 1381 - 7 giugno 1396 deceduto)
- Raban von Helmstatt † (23 settembre 1396 - 4 gennaio 1438 dimesso)[6]
  - Adolf von Eppenstein † (22 maggio 1430 - 1433 deceduto) (vescovo eletto)
- Reinhard von Helmstatt † (8 gennaio 1438 - 19 marzo 1456 deceduto)
- Siegfried von Venningen † (24 maggio 1456 - 2 settembre 1459 deceduto)
- Johannes Nix von Hoheneck † (12 novembre 1459 - 8 agosto 1463 dimesso)
- Matthias von Rammung † (12 agosto 1463 - 1º agosto 1478 deceduto)
- Ludwig von Helmstatt † (28 settembre 1478 - 24 agosto 1504 deceduto)
- Philipp von Rosenberg † (8 novembre 1504 - 3 febbraio 1513 deceduto)
- Georg von Rhein † (22 giugno 1513 - 27 settembre 1529 deceduto)
- Philipp von Flersheim † (19 gennaio 1530 - 14 agosto 1552 deceduto)
- Rudolf von Frankenstein † (14 novembre 1552 - 21 giugno 1560 deceduto)
- Marquard von Hattstein † (4 settembre 1560 - 7 dicembre 1581 deceduto)
- Eberhard von Dienheim † (19 febbraio 1582 - 10 ottobre 1610 deceduto)
- Philipp Christoph von Sötern † (10 ottobre 1610 succeduto - 7 febbraio 1652 deceduto)
- Lothar Friedrich von Metternich-Burscheid † (9 giugno 1653 - 3 giugno 1675 deceduto)
- Johann Hugo von Orsbeck † (10 maggio 1677 - 6 gennaio 1711 deceduto)
- Heinrich Hartard von Rollingen † (26 settembre 1712 - 30 novembre 1719 deceduto)
- Hugo Damian von Schönborn-Buchheim † (30 novembre 1719 succeduto - 19 agosto 1743 deceduto)
- Franz Christoph von Hutten † (3 febbraio 1744 - 20 aprile 1770 deceduto)
- Damian August Philipp Karl von Limburg-Styrum † (6 agosto 1770 - 26 febbraio 1797 deceduto)
- Philipp Franz Wilderich Nepomuk von Walderdorf † (18 dicembre 1797 - 21 aprile 1810 deceduto)
  - Sede vacante (1810-1818)[7]
- Matthäus Georg von Chandelle † (25 maggio 1818 - 30 giugno 1826 deceduto)
- Johann Martin Manl † (9 aprile 1827 - 6 aprile 1835 nominato vescovo di Eichstätt)
- Johann Peter von Richarz † (24 luglio 1835 - 21 novembre 1836 nominato vescovo di Augusta)
- Johannes von Geissel † (19 maggio 1837 - 24 settembre 1841 nominato vescovo coadiutore di Colonia[8])
- Nicolaus von Weis † (23 maggio 1842 - 13 dicembre 1869 deceduto)
- Konrad Reither † (27 giugno 1870 - 4 aprile 1871 deceduto)
- Bonifaz von Haneberg, O.S.B. † (29 luglio 1872 - 31 maggio 1876 deceduto)
  - Sede vacante (1876-1878)
- Joseph Georg von Ehrler † (15 luglio 1878 - 18 marzo 1905 deceduto)
- Konrad von Busch † (30 maggio 1905 - 9 settembre 1910 deceduto)
- Michael von Faulhaber † (7 gennaio 1911 - 24 luglio 1917 nominato arcivescovo di Monaco e Frisinga)
- Ludwig Sebastian † (31 luglio 1917 - 20 maggio 1943 deceduto)
- Joseph Wendel † (20 maggio 1943 succeduto - 9 agosto 1952 nominato arcivescovo di Monaco e Frisinga)
- Isidor Markus Emanuel † (22 dicembre 1952 - 10 febbraio 1968 dimesso[9])
- Friedrich Wetter (28 maggio 1968 - 28 ottobre 1982 nominato arcivescovo di Monaco e Frisinga)
- Anton Schlembach † (25 agosto 1983 - 10 febbraio 2007 ritirato)
- Karl-Heinz Wiesemann, dal 19 dicembre 2007

## Statistiche
La diocesi nel 2022 su una popolazione di 1.574.330 persone contava 508.700 battezzati, corrispondenti al 32,3% del totale.
| anno | popolazione | popolazione | popolazione | presbiteri | presbiteri | presbiteri | presbiteri                | diaconi | religiosi | religiosi | parrocchie |
| anno | battezzati  | totale      | %           | numero     | secolari   | regolari   | battezzati per presbitero | diaconi | uomini    | donne     | parrocchie |
| ---- | ----------- | ----------- | ----------- | ---------- | ---------- | ---------- | ------------------------- | ------- | --------- | --------- | ---------- |
| 1950 | 518.526     | 1.134.335   | 45,7        | 557        | 517        | 40         | 930                       |         | 84        | 2.315     | 306        |
| 1970 | 714.805     | 1.584.120   | 45,1        | 526        | 459        | 67         | 1.358                     |         | 104       | 2.233     | 313        |
| 1980 | 733.142     | 1.620.000   | 45,3        | 587        | 502        | 85         | 1.248                     | 14      | 113       | 1.734     | 358        |
| 1990 | 648.732     | 1.458.893   | 44,5        | 533        | 457        | 76         | 1.217                     | 29      | 102       | 1.272     | 350        |
| 1999 | 641.496     | 1.444.141   | 44,4        | 459        | 396        | 63         | 1.397                     | 42      | 81        | 1.063     | 350        |
| 2000 | 635.418     | 1.444.141   | 44,0        | 451        | 393        | 58         | 1.408                     | 42      | 72        | 975       | 350        |
| 2001 | 630.511     | 1.439.211   | 43,8        | 439        | 382        | 57         | 1.436                     | 42      | 77        | 918       | 350        |
| 2002 | 625.244     | 1.444.141   | 43,3        | 437        | 382        | 55         | 1.430                     | 46      | 73        | 859       | 350        |
| 2003 | 621.378     | 1.440.275   | 43,1        | 431        | 377        | 54         | 1.441                     | 46      | 70        | 854       | 348        |
| 2004 | 616.485     | 1.385.982   | 44,5        | 426        | 373        | 53         | 1.447                     | 47      | 67        | 821       | 348        |
| 2010 | 581.655     | 1.307.678   | 44,5        | 376        | 337        | 39         | 1.546                     | 59      | 50        | 708       | 346        |
| 2014 | 557.561     | 1.543.632   | 36,1        | 343        | 310        | 33         | 1.625                     | 68      | 40        | 582       | 346        |
| 2017 | 537.516     | 1.562.784   | 34,4        | 313        | 289        | 24         | 1.717                     | 67      | 477       | 500       | 346        |
| 2020 | 507.458     | 1.570.391   | 32,3        | 305        | 259        | 46         | 1.663                     | 69      | 432       | 432       | 346        |
| 2022 | 508.700     | 1.574.330   | 32,3        | 269        | 242        | 27         | 1.891                     | 65      | 377       | 393       | 346        |